# Chupa Chups

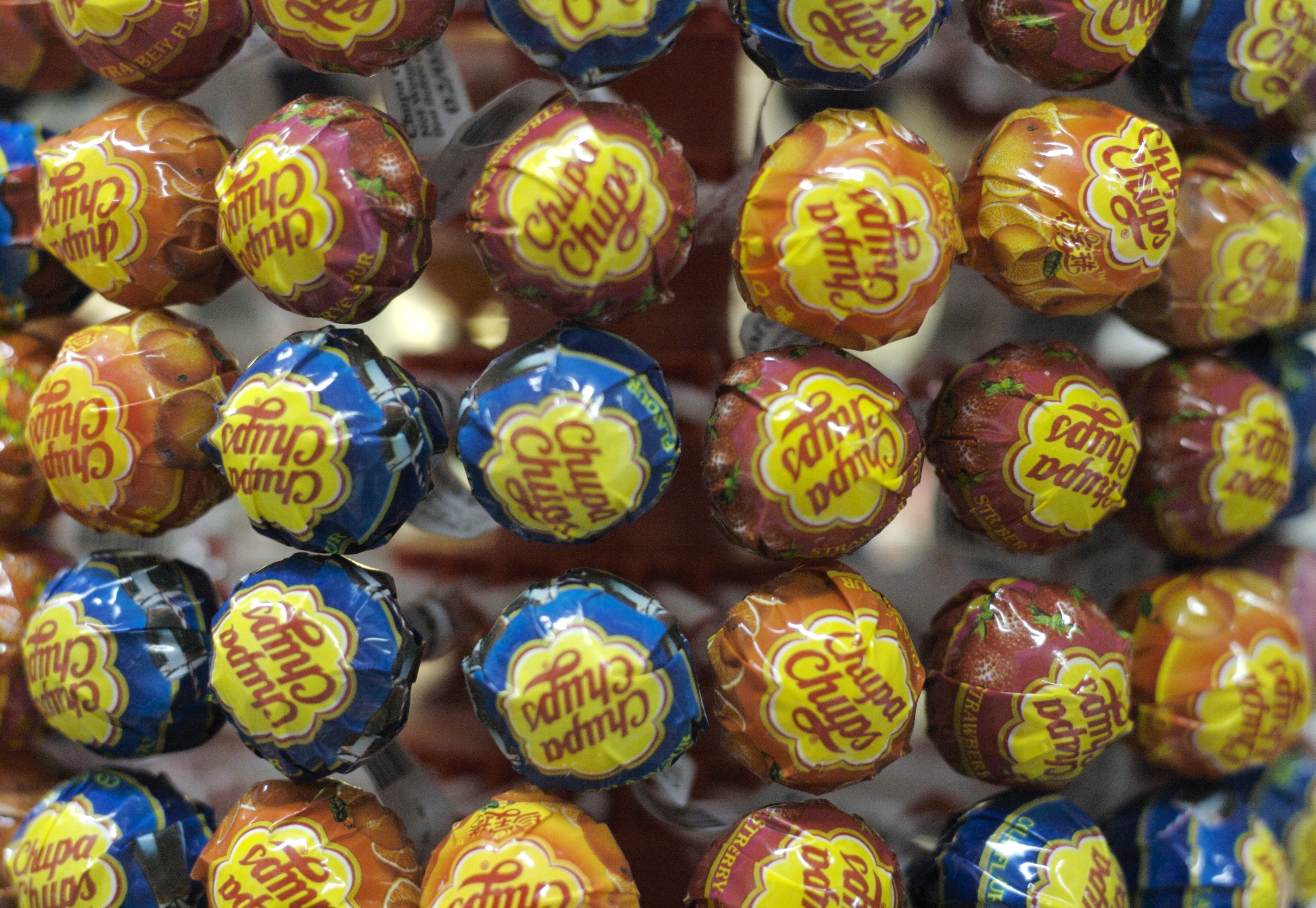
Lizaki Chupa Chups w różnych smakach

Chupa Chups – hiszpańska marka lizaków stworzonych w 1958 roku przez Enrica Bernata. Początkowo nosiły nazwę „Gol”, jednak konsumentom bardziej przypadła do gustu nazwa „Chupa Chups”. Logo zaprojektował Salvador Dalí w 1969 roku. Forma przypominająca stokrotkę została entuzjastycznie przyjęta i używana jest do dziś w nieznacznie tylko zmienionej wersji. 
Obecnie w Polsce dostępne są liczne warianty smakowe, lizaki z gumą do żucia lub z zabawkami, a także żelki, gumy do żucia czy cukierki.